# MR Delphini
MR Delphini (MR Del) es un sistema estelar en la constelación del Delfín de magnitud aparente +11,01.
Su distancia aproximada al sistema solar es de 205 años luz.

## Componentes del sistema
MR Delphini es, en primera instancia, una binaria visual de tipo espectral K0 cuyas componentes se hallan separadas 1,8 segundos de arco.
La estrella más brillante de esta binaria es, a su vez, una binaria eclipsante con un período orbital de solo 0,5217 días (12,52 horas).
Durante el eclipse tiene lugar una disminución de brillo de 0,31 magnitudes.
La componente más caliente de este subsistema tiene una temperatura efectiva de 4900 K, siendo su luminosidad 7,7 veces inferior a la del Sol.
Su radio es un 45 % más pequeño que el radio solar.
La otra componente tiene una temperatura de 4400 K y una luminosidad 2,5 veces mayor que la de su compañera, siendo su radio un 17 % más pequeño que el del Sol.
La relación entre las masas de las componentes, es casi igual a la unidad —q = 0,915—, con masas que corresponden a 0,63 y 0,69 masas solares para las componentes caliente y fría respectivamente.
Ambas estrellas están separadas por solo 0,014 UA y el plano orbital está inclinado 79° respecto al plano del cielo.
La componente menos brillante de la binaria visual contribuye con el 25 % de la luminosidad total del sistema.

## Características
MR Delphini ha sido catalogada como un objeto del halo galáctico o del viejo disco por su movimiento propio y su baja metalicidad ([M/H] = -0,99).
A pesar de su edad, el sistema emite rayos X blandos y presenta actividad cromosférica.
Pequeñas variaciones de brillo en su curva de luz fuera del eclipse, han sido interpretadas como provenientes de manchas estelares frías en una o las dos componentes de la binaria eclipsante.
Sus datos astrométricos y fotométricos se asemejan a las de las variables BY Draconis o variables RS Canum Venaticorum de corto período.
Asimismo, en 2001 se informó sobre una erupción estelar que duró 25 minutos.